# Amório
Amório (em latim: Amorium; em grego: Ἀμόριον; romaniz.: Amórion; em árabe: Ammuriyya; em siríaco: Amurin) foi uma cidade da Frígia, fundada no século I a.C., que se situava a sudeste de Dorileia (atual Esquixequir) e a sudoeste de Ancira (atual Ancara). Foi fortificada cerca de 480 pelo imperador bizantino Zenão (r. 474–475; 476–491).

## História
No ano 644 (ou 646 segundo outras fontes) sofreu o primeiro ataque árabe conhecido. Posteriormente, Abderramão voltou a atacá-la e ocupou-a temporariamente em 666. Em 669 voltou a ser ocupada durante a expedição de Iázide I (r. 680–683) a Constantinopla, mas foi reconquistada pelo general bizantino André.
Maomé ibne Maruane e Maslama ibne Abedal Maleque ibne Maruane voltaram a ocupá-la temporariamente numa expedição em 708, quando derrotaram o exército bizantino em frente às portas da cidades. Em 716, volta a ser ocupada por Maslama aquando do seu ataque a Constantinopla. O imperador Leão III, o Isauro (r. 717–741) expulsou os árabes um par de anos depois e fortificou a cidade.
Constantino V Coprônimo (r. 741–775) refugiou-se em Amório em 741, durante a revolta de Artavasdo. Em 779 e 797 resistiu a ataques árabes que foram rechaçados. O segundo deles foi comandado por Haçane ibne Cataba.
A dinastia amoriana deve o seu nome a Amório. O primeiro imperador dessa dinastia, aliás, era alcunhado Miguel II, o Amoriano (r. 820–829). Em 838, os arménios e os árabes vingam-se do ataque bizantino à Arménia um ano antes e entram pelo território bizantino, assediando durante 12 dias Amório, que acabaria ocupada e saqueada a 16 de agosto. Esta expedição foi comandada pessoalmente pelo califa abássida Almotácime (r. 833–842). A 16 de março de 845, 42 prisioneiros de Amório foram executados em Samarra, então a capital abássida, sendo considerados mártires pelos bizantinos. Almotácime mandou reconstruir a cidade.
Em 931, o emir de Tarso Tamal Aldulafi atacou Amório, provocando muitos estragos. Em 978, o general Bardas Esclero foi derrotado perto da cidade por Bardas Focas, o Jovem, enviado para o deter. Em 1068 sofreu as consequências do primeiro ataque turcos, que saquearam Amório e Neocesareia. O imperador bizantino entrou na Capadócia e expulsou os turcos um ano depois, mas estes voltaram em 1071, depois de terem derrotado os bizantinos na Batalha de Manzicerta.
Em 1116, Amório encontrava-se em poder dos seljúcidas, que a tinham ocupado em data desconhecida. Depois desaparece e converte-se numa pequena cidade sob o domínio otomano mencionada como Hirsacik em 1516. Em 1892, foi fundada nos arredores a vila de Hisarkoy. As ruínas da antiga Amório foram descobertas pelo inglês Hamilton 12 km a leste de Ermidague (Azizia), perto das localidades de Hâmeza Hacil e Hisar, num local que os locais denominavam Hergan Kale. Atualmente são conhecidas como as ruínas de Asar ou Kale.

## 42 mártires de Amório
Após o saque de 838, 42 oficiais e cidadãos notáveis da cidade foram levados prisioneiros para Samarra como reféns. Quando ficou claro que não haveria pagamento de resgate, eles foram forçados a se converterem ao islã, se recusaram e foram executados em 845 por isso. A Igreja Ortodoxa os comemora como os 42 mártires de Amório.